# Promocja osobista
Promocja osobista (zwana także czasami: sprzedażą osobistą) jest elementem składowym miksu promocyjnego w marketingu.
Jest to osobiste polecanie produktów lub usług przez określonego sprzedawcę (lub negocjatora, który pojawia się głównie na rynku produkcyjnym - związane jest to ze specyfiką tegoż rynku).
Funkcje promocji osobistej to:
- przekazywanie informacji o właściwościach produktu, warunkach zakupu, użytkowaniu, gwarancji itp.
- zbieranie informacji o nabywcy - jego potrzebach i oczekiwaniach
- nawiązywanie kontaktów z klientami
- przekonywanie klientów poprzez demonstrację produktów, wyjaśnianie wątpliwości, zmniejszanie ryzyka związanego z zakupem
- wytworzenie dobrego wizerunku przedsiębiorstwa/produktu w oczach klienta

Promocja osobista może przyjmować dwie formy:
- bezpośrednią (rozmowa sprzedawcy z klientem, negocjacje przedstawiciela firmy z potencjalnym odbiorcą produktów)
- pośrednią (kontakt via telefon, e-mail lub listownie)

Z punktu widzenia przedsiębiorstwa sprzedaż osobista oznacza zarówno sprzedaż sklepową (detaliczną) ostatecznym nabywcom na rynku konsumpcyjnym, jak i sprzedaż akwizycyjną, czyli skierowaną do odbiorców zorganizowanych (handlowców, nabywców przemysłowych).
Sprzedaż, która obejmuje osobisty bądź telefoniczny kontakt z potencjalnym klientem, jest uważana za najbardziej efektywną formę promocji, tzn. wywołuje największą liczbę pozytywnych reakcji w stosunku do całkowitej liczby nawiązanych kontaktów. 
Zaletą, jaką posiada kontakt osobisty, jest możliwość prowadzenia dialogu z potencjalnym klientem. Bezpośrednie komunikowanie się z klientem zapewnia bowiem sprzężenie zwrotne, którego brak jest w innych instrumentach, jakimi są reklama i większość pozostałych form promocji. Dzięki kontaktowi osobistemu możliwe jest lepsze dostosowanie przekazywanych informacji tak, aby maksymalnie zachęcić odbiorcę. W odpowiedzi na reakcję klienta sprzedawca może skoncentrować się na najbardziej odpowiadających jego potrzebom zaletach produktu, przezwyciężyć zastrzeżenia do niektórych cech wyrobu i nakłonić go ostatecznie do podjęcia decyzji zakupu. 
Istotną wadą promocji osobistej jest jej wysoki koszt. Relatywnie wysoki koszt sprzedaży osobistej oznacza, że uwagę należy skoncentrować na tych potencjalnych klientach, od których można oczekiwać uzyskania znacznych zamówień oraz na najważniejszych spośród klientów już istniejących, których zmówienia mogą być utracone. Z tego powodu sprzedaż osobista jest dominującą formą promocji na rynkach dóbr inwestycyjnych, gdzie liczba klientów jest stosunkowo mała, lecz średnia wartość zakupu względnie duża. Jest ona o wiele mniej efektywna na masowym rynku produktów konsumpcyjnych, gdzie zachodzą relacje odwrotne. 
Proces sprzedaży osobistej to ciąg zdarzeń składających się na działanie sprzedawcy w celu doprowadzenia do transakcji. Do zdarzeń tych zaliczamy:
- poszukiwanie nabywcy – polega na identyfikowaniu i kwalifikowaniu potencjalnych nabywców za pomocą list adresowych i telefonicznych, katalogów i telemarketingu; kwalifikacja polega na określeniu, które osoby czy instytucje mogłyby czerpać korzyści z oferty przedsiębiorstwa, będąc zdolnym decyzyjnie i finansowo do zakupu,
- przygotowanie wstępnego spotkania – sprzedawca gromadzi jak najwięcej informacji o partnerze: jego działalności, preferencjach,
- spotkanie z klientem – celem jest pozyskanie jego uwagi i zainteresowania,
- prezentacja – najważniejsza część procesu sprzedażowego, od niej zależy czy klient zostanie przekonany do oferty i czy dojdzie do transakcji; pomocne w prezentacji są modele produktu, slajdy, taśmy wideo, katalogi, instrukcje,
- pokonywanie oporów – polega na dyskutowaniu nad zastrzeżeniami zgłaszanymi przez klienta co do ceny, funkcji, warunków transakcji,
- zamknięcie – akceptacja bądź odrzucenie oferty przez klienta,
- czynności posprzedażowe – składa się na nie kontrola wykonania zamówienia, ale również utrzymanie ciągłego i dobrego kontaktu z nabywcą.

Na ustalenie rozmiaru personelu ma wpływ wielkość przedsiębiorstwa, jego aktywność i ekspansywność, a także pracochłonność czynności sprzedażowych i przewidywana liczba transakcji. Sprzedawcy mogą być zorganizowani terytorialnie, asortymentowo, rynkowo albo celowo. Szkolenie sprzedawców jest istotnym elementem zarządzania personelem sprzedażowym. Niezależnie od charakteru pracy, a także branży, w której funkcjonuje przedsiębiorstwo, sprzedawca musi dysponować wiedzą o:
- firmie, którą reprezentuje (jej celach, strategii, pozycji na rynku),
- produkcie, który sprzedaje,
- technikach sprzedażowych,
- marketingu firmy.